# Falesina
Falesina è una frazione del comune di Vignola-Falesina in provincia autonoma di Trento. È stata comune autonomo fino al 1928, quando è stata aggregata  Pergine Valsugana, nel 1955 insieme a Vignola forma il Comune di Vignola-Falesina.

## Storia

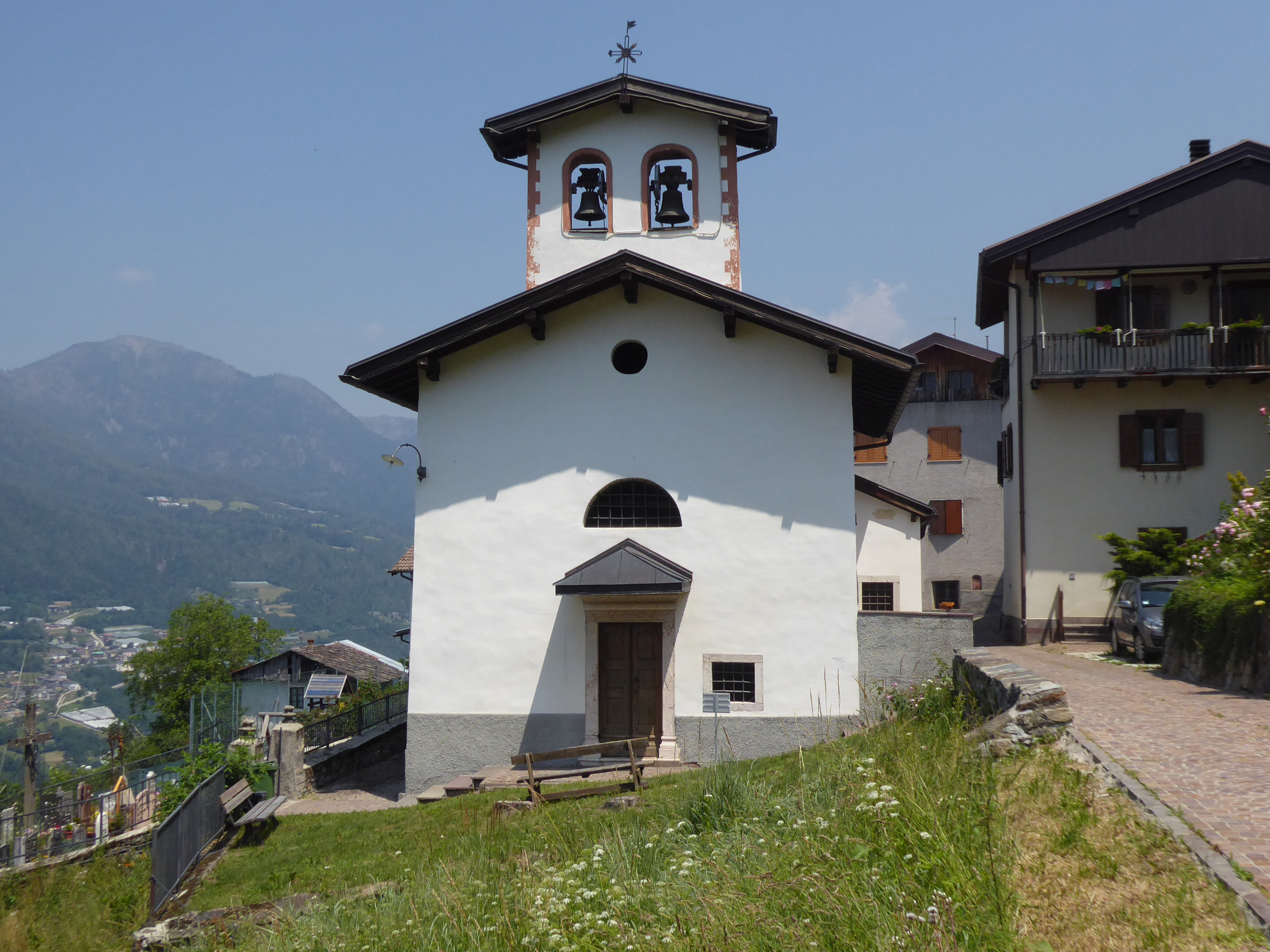
La chiesetta dedicata a sant'Antonio di Padova

Falesina è stato un comune italiano istituito nel 1920 in seguito all'annessione della Venezia Tridentina al Regno d'Italia. Nel 1929 è stato aggregato al comune di Pergine Valsugana.

## Monumenti e luoghi d'interesse

### Architetture religiose
- Chiesa di Sant'Antonio di Padova Sacerdote e Dottore.